# Vesania
Vesania est un groupe de black metal symphonique polonais, originaire de Legionowo.

## Biographie

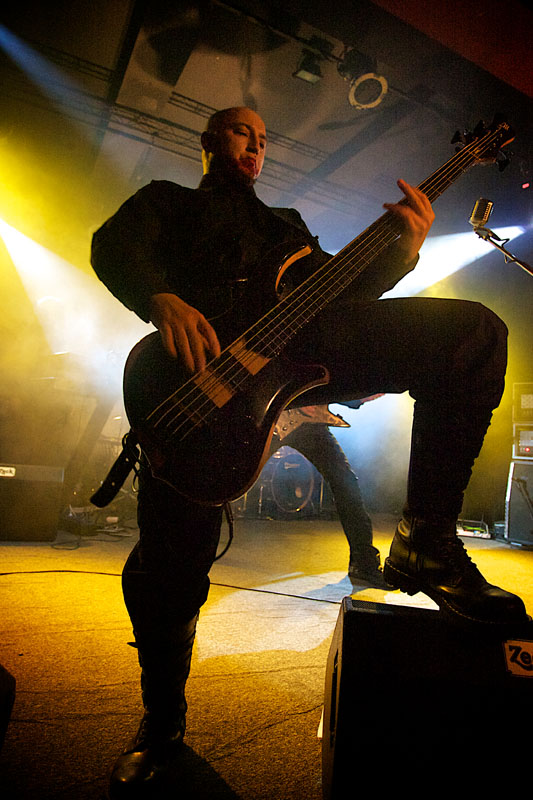
Heinrich sur scène en 2011.

Vesania est formé à la fin de 1997 à Legionowo, en Pologne. Le nom du groupe signifie « folie » en latin. Les membres originaires du groupe étaient : Orion (guitares et voix), Daray (batterie et percussions) et Heinrich (basse). Hatrah rejoint le groupe aux claviers, pour l'enregistrement d'une première démo en automne 1997, Reh, publiée en 1998. Le groupe est renforcé à la guitare et à la voix par l'arrivée d'Annahvahr. Fin 1998 est enregistrée une deuxième démo, sortie en 1999.
En 2000, Siegmar occupe le poste de claviériste, le groupe bénéficia ainsi d'un son exceptionnel dans son genre. Durant cette période, Vesania tourne dans plusieurs villes de Pologne, tout en travaillant à la préparation d'un album. Début 2002, des pistes issues de la session d'enregistrement de 2002 font l'objet d'un split CD avec Black Altar, Moonastray, sortie à 666 exemplaires. Au printemps 2002, le groupe enregistre au Selani Studio, avec Szymon Czech à la production.
Leur premier album, Firefrost Arcanum, est publié en janvier 2003, au label Empire Records. Le groupe a alors l'opportunité, qu'il saisit, de jouer au Metalmania Festival 2003 et de participer au Blitzkrieg Tour 2003 de Vader. Annahvahr quitte le groupe durant cette année, tandis qu'Orion rejoint Behemoth en tant que bassiste. Daray rejoint Vader à la batterie. Ces activités parallèles dans des groupes d'une telle notoriété n'empêchent pas Vesania de se débuter fin 2004 l'enregistrement de leur deuxième album God the Lux, au Hendrix Studio de Lublin, avec Arkadiusz Malczewski comme ingénieur du son.
En mai 2005, le groupe signe au label Napalm Records. L'enregistrement est achevé au Hertz Studio de Białystok. En août 2005, Valeo rejoint le groupe à la guitare. L'année est très active en ce qui concerne les concerts : Vesania participe au Domination Tour 2006 et au Metalmania Festival 2006. Leur première tournée en tant que tête d'affiche, le God the Black Tour 2006 donne lieu à dix concerts en Russie. Vesania participe également au European/Scandinavian Tour 2006 et au Blitzkrieg IV.
Entre février et juin 2007, Vesania enregistre son troisième album Distractive Killusions, qui sort au début du mois de décembre.
Des concerts sont prévus pour la promotion de l'album. En 2009, Brzozowski annonce dans une interview l'inactivité temporaire du groupe a suspendu les opérations. Cette même année, Haluch rejoint Decapitated. En été 2010, le groupe tente de reprendre ses activités. En début avril 2011, le groupe donne une série de concerts en Russie et en Biélorussie. Toujours en avril, le groupe joue au Unholy Carnival Tour en Pologne . La deuxième partie de la tournée se déroule en mai. Puis, à la fin de septembre et octobre, le quintette prend part à une tournée européenne avec Hate, Negură Bunget et Inferni.
En juillet 2014, le groupe annonce un nouvel album, le premier depuis 2007. En octobre 2014 sort leur album Deus Ex Machina.

## Membres

### Membres actuels
- Dariusz « Daray » Brzozowski - batterie, percussions (depuis 1997)[2]
- Filip « Heinrich » Hałucha - basse (depuis 1997)[2]
- Tomasz « Orion » Wróblewski - chant, guitare (depuis 1997)[2]
- Krzysztof « Siegmar » Oloś - clavier (depuis 2000)[2]
- Marcin « Valeo » Walenczykowski - guitare (depuis 2006)[2]

### Anciens membres
- Hatrah - clavier (1998-1999)[2]
- Filip « Annahvahr » Żołyński - chant, guitare (1998-2003)[2]

### Membres invités
- Sławomir « Mortifer » Arkhangelsky (Архангельский ; Kusterka) – guitare (2003 ; décédé)
- Kerim « Krimh » Lechner – batterie (2014)

## Discographie

### Albums studio
- 2003 : Firefrost Arcanum
- 2005 : God the Lux
- 2007 : Distractive Killusions
- 2014 : Deus Ex Machina

### Split
- 2002 : Moonastray

### Démos
- 1997 : Reh (cassette)
- 1999 : CD Promo 1999

### Singles
- 2008 : Rage of Reason